# Sieben Tage (2009)
Sieben Tage ist ein deutscher Fernsehfilm aus dem Jahre 2009. Der Film wurde im Ersten ausgestrahlt und vom Hessischen Rundfunk produziert. Er beschäftigt sich mit dem plötzlichen Verschwinden Jugendlicher. Themen wie sexueller Missbrauch von Kindern und falsche Verdächtigung werden ebenfalls thematisiert und in den Verlauf der Geschichte eingebunden. Das Drehbuch stammt von Edda Leesch, Regie führte Petra Katharina Wagner.

## Handlung
Lilli Fischer und Bille Seifert sind Freundinnen. Nach einer Auseinandersetzung mit ihrer Mutter am Vorabend ihres 15. Geburtstags verschwinden die sich von ihrer Familie nicht verstanden fühlende Lilli und ihre Freundin aus einem Gartenhäuschen, in dem sie den Geburtstag hatten feiern wollen. Für die Eltern, Henry und Marlis Fischer, sowie Katja Seifert und ihren eine Schenke betreibenden Mann, beginnt nun die furchtbare Zeit der Ungewissheit und von bangendem Warten. Die Polizei wird eingeschaltet und Kommissar Frieden übernimmt den Fall.
Zunächst wird davon ausgegangen, Lilli und ihre Freundin seien wegen der Streitigkeiten mit den Eltern von zu Hause ausgerissen; zu dieser Vermutung trägt unter anderem die Tatsache bei, dass zunächst 200 Euro aus der Brieftasche von Frau Fischer fehlen. Im Laufe der Zeit wird Henry Fischer eines sexuellen Verhältnisses zu der Freundin seiner Tochter verdächtigt – Spermaspuren im Gartenhäuschen und eine nächtliche Abwesenheit zum Zeitpunkt des Verschwindens scheinen diese These zu untermauern. Die Ehe der Fischers steht vor dem Zerbrechen. Später wird klar, dass Henry eine sexuelle Beziehung mit Billes Mutter Katja unterhalten hat und dass es zur Verwechslung kam, da sich Mutter und Tochter sehr ähnlich sehen. Die einzige Person, zu der Marlis Vertrauen fassen kann, ist Kommissar Frieden. Auch der im Dorf lebende Außenseiter Klaus Kuhnke gerät unter Verdacht und wird mit einem möglichen Verbrechen in Verbindung gebracht – zumal in der Vergangenheit bereits ein ähnlicher Vorfall aufgetreten war.
Nach einiger Zeit bricht Lillis Bruder, Kai, sein Schweigen; er berichtet am Telefon von einem Zettel, den Lilli und Bille im Gartenhäuschen zurückgelassen haben und der ihr mysteriöses Verschwinden erklären kann. Die beiden sind nach Polen ausgerissen, da sich Lilli in einen polnischen Jungen, den Sohn eines im Dorf schwarz Arbeitenden, verliebt hat und ihm hat folgen wollen. Nach der Rückführung der Kinder können die Familien wieder vereint werden.

## Kritik
„(Fernseh-)Ehedrama, das sich mit traumwandlerischer Sicherheit in den Dialogen und bei der Inszenierung, sorgfältig besetzten Figuren und einer erstaunlichen Balance zwischen Krimi-Handlung und leisem Familiendrama zur überzeugenden Studie über den Traum vom Leben und das Leben verdichtet.“